# Grand Prix-wegrace van Joegoslavië 1988
De Grand Prix-wegrace van Joegoslavië 1988 was de tiende Grand Prix van het wereldkampioenschap wegrace in het seizoen 1988. De races werden verreden op 17 juli 1988 op het Automotodrom Grobnik bij Rijeka. In Joegoslavië reden voor het eerst alle soloklassen: 80 cc, 125 cc, 250 cc en 500 cc. In deze Grand Prix werd de wereldtitel in de 80cc-klasse beslist.

## Algemeen
Hoewel er tijdens de editie van 1987 niet veel over gezegd was, waren de communicatiemiddelen in Joegoslavië nog steeds ver onder de maat. Sponsor Rothmans zag het belang van deze middelen in en stelde op eigen initiatief een aantal telefoonlijnen open voor de internationale pers.
Verder verkocht men tegen alle regels in rennerskwartierkaarten aan het publiek en de stapels strobalen die de vangrails moesten afdekken werden niet hersteld als er een coureur gevallen was.
Ook de medische verzorging was vanuit de organisatie niet gegarandeerd, maar men had wel de beschikking over de Clinica Mobile van dokter Costa. Een nieuw probleem was de verplaatsing van de GP van juni naar juli, want door het drukke vakantieverkeer waren zowel het circuit als de hotels voor de teams en coureurs nauwelijks bereikbaar.
Dan was er nog het regelrecht domme programma, waarbij de zondagstrainingen niet voor 11.00 uur aanvingen waardoor het programma - ondanks het ontbreken van de zijspanklasse - pas na 18.00 uur eindigde. Dat kwam ook omdat er tussen de 125- en de 500cc-klasse een zinloze pauze van twee uur was gepland. 

## 500cc-klasse

### De training
Voor de vierde achtereenvolgende keer zette Christian Sarron zijn Sonauto-Yamaha op poleposition, maar hij gaf al aan in de race geen risico's te nemen omdat een week later zijn thuis-Grand Prix op het Circuit Paul Ricard plaats zou vinden. Honda Racing Corporation bleef doorontwikkelen aan de Honda NSR 500, waardoor Wayne Gardner over een nieuw frame beschikte. Hij reed de tweede trainingstijd voor Niall Mackenzie. Randy Mamola profiteerde van het ontwikkelingswerk van Massimo Broccoli, waardoor de Cagiva en ook de Pirelli-banden steeds beter functioneerden en hij reed de zesde tijd. Eddie Lawson had de vijfde tijd gereden, maar werd enkele minuten voor het einde van de laatste training van de baan gereden door Patrick Igoa. Lawson hield aan zijn val een schouderluxatie over, waardoor het deelnemen aan de race op losse schroeven kwam te staan. Malcolm Campbell debuteerde bij het team van ELF met de achttiende tijd. 

#### Trainingstijden
| Pos | Coureur             | Merk                        | Tijd     |
| --- | ------------------- | --------------------------- | -------- |
| 1.  | Christian Sarron    | Gauloises-Sonauto-Yamaha    | 1"30'176 |
| 2.  | Wayne Gardner       | Rothmans-HRC-Honda          | 1"30'511 |
| 3.  | Niall Mackenzie     | Gallina-HB-HRC-Honda        | 1"30'602 |
| 4.  | Wayne Rainey        | Roberts-Lucky Strike-Yamaha | 1"30'730 |
| 5.  | Eddie Lawson        | Agostini-Marlboro-Yamaha    | 1"30'952 |
| 6.  | Randy Mamola        | Cagiva                      | 1"31'098 |
| 7.  | Kevin Magee         | Roberts-Lucky Strike-Yamaha | 1"31'163 |
| 8.  | Didier de Radiguès  | Agostini-Marlboro-Yamaha    | 1"31'400 |
| 9.  | Pierfrancesco Chili | Gallina-HB-HRC-Honda        | 1"31'829 |
| 10. | Shunji Yatsushiro   | Rothmans-HRC-Honda          | 1"32'060 |

### De race
Wayne Rainey had een bliksemstart, maar hij werd toch vrij snel achterhaald door Wayne Gardner en Christian Sarron. De kopgroep van vijf man (inclusief Kevin Magee en Randy Mamola) viel uiteen in drie stukken: bijna de hele race zat Christian Sarron binnen enkele meters van Wayne Gardner, zonder een enkele aanval te doen. Teamgenoten Rainey en Magee volgden op enkele seconden achterstand en daarachter zat Mamola, die lang een eenzame race reed. Vooraan gebeurde eigenlijk niets, behalve dat Sarron tegen het einde afhaakte en Gardner vrij eenvoudig de overwinning schonk. Mamola wist echter in te lopen op het Lucky Strike-Yamaha-duo en hij ging de strijd aan met Magee. Dit was eigenlijk het enige echte gevecht in de race, want Magee vocht wel degelijk terug, maar hij moest uiteindelijk de vierde plaats laten aan Mamola, of misschien ook wel aan Pirelli, want dit was ook een strijd tussen bandenfabrikanten. Lucky Strike-Yamaha was het enige team dat Dunlop gebruikte, Cagiva (Mamola) gebruikte Pirelli en de rest stond op Michelins. Eddie Lawson had veel pijn aan zijn geblesseerde schouder gehad en had maar één arm om mee te sturen. Hij werd toch nog tiende, maar zijn puntenvoorsprong op Gardner begon nu toch ernstig te slinken. Na de GP van Oostenrijk bedroeg die nog 40 punten, maar nu slonk ze tot 20 punten. Patrick Igoa bleef de hele race achter Lawson, hoewel hij later toegaf dat hij hem gemakkelijk had kunnen inhalen. Hij schaamde zich echter omdat hij de oorzaak van Lawson's blessure was. 

#### Uitslag 500cc-klasse
| Pos | Coureur             | Merk                               | Ronden | Tijd      | Grid | Punten |
| --- | ------------------- | ---------------------------------- | ------ | --------- | ---- | ------ |
| 1   | Wayne Gardner       | Rothmans-HRC-Honda                 | 30     | 45"44'146 | 2    | 20     |
| 2   | Christian Sarron    | Gauloises-Sonauto-Yamaha           | 30     | +7'742    | 1    | 17     |
| 3   | Wayne Rainey        | Roberts-Lucky Strike-Yamaha        | 30     | +21'338   | 4    | 15     |
| 4   | Randy Mamola        | Cagiva                             | 30     | +23'620   | 6    | 13     |
| 5   | Kevin Magee         | Roberts-Lucky Strike-Yamaha        | 30     | +23'848   | 7    | 11     |
| 6   | Didier de Radiguès  | Agostini-Marlboro-Yamaha           | 30     | +58'290   | 8    | 10     |
| 7   | Shunji Yatsushiro   | Rothmans-HRC-Honda                 | 30     | +1"02'254 | 10   | 9      |
| 8   | Rob McElnea         | Pepsi-Suzuki                       | 30     | +1"02'459 | 11   | 8      |
| 9   | Ron Haslam          | ELF-HRC-Honda                      | 30     | +1"05'832 | 12   | 7      |
| 10  | Eddie Lawson        | Agostini-Marlboro-Yamaha           | 30     | +1"19'750 | 5    | 6      |
| 11  | Pierfrancesco Chili | Gallina-HB-HRC-Honda               | 30     | +1"46'303 | 9    | 5      |
| 12  | Patrick Igoa        | Gauloises-Sonauto-Yamaha           | 29     | +1 ronde  | 13   | 4      |
| 13  | Donnie McLeod       | "ELF-Samurai" (Honda)              | 29     | +1 ronde  | 19   | 3      |
| 14  | Mike Baldwin        | "ELF-Samurai" (Katayama-ELF-Honda) | 29     | +1 ronde  | 22   | 2      |
| 15  | Bruno Kneubühler    | Honda                              | 29     | +1 ronde  | 20   | 1      |
| 16  | Fabio Barchitta     | Katayama-HRC-Honda                 | 29     | +1 ronde  | 21   |        |
| 17  | Fabio Biliotti      | Honda                              | 29     | +1 ronde  | 23   |        |
| 18  | Karl Truchsess      | Honda                              | 29     | +1 ronde  | 24   |        |
| 19  | Daniel Amatriaín    | Honda                              | 29     | +1 ronde  | 26   |        |
| 20  | Eddie Laycock       | Honda                              | 29     | +1 ronde  | 23   |        |
| 21  | Andreas Leuthe      | Suzuki                             | 29     | +1 ronde  | 27   |        |
| 22  | Silvo Habat         | Suzuki                             | 29     | +1 ronde  | 29   |        |
| 23  | Wolfgang von Muralt | Suzuki                             | 28     | +2 ronden | 31   |        |
| 24  | Jean-Luc Demierre   | Suzuki                             | 28     | +2 ronden | 35   |        |
| 25  | Georg Jung          | Honda                              | 28     | +2 ronden | 34   |        |
| 26  | Helmut Schütz       | Honda                              | 28     | +2 ronden | 36   |        |

#### Niet gefinished
| Coureur           | Merk                 | Ronden | Oorzaak   | Grid |
| ----------------- | -------------------- | ------ | --------- | ---- |
| Maarten Duyzers   | HDJ-Honda            | 19     |           | 25   |
| Michael Rudroff   | Honda                | 16     |           | 28   |
| Malcolm Campbell  | ELF-Honda            | 16     |           | 18   |
| Ari Rämö          | Honda                | 7      |           | 32   |
| Niall Mackenzie   | Gallina-HB-HRC-Honda | 4      | Vastloper | 3    |
| Marco Gentile     | Fior-Marlboro-Yamaha | 4      |           | 15   |
| Raymond Roche     | Cagiva               | 2      | Opgave    | 14   |
| Marco Papa        | Honda                | 2      | Val       | 16   |
| Alessandro Valesi | Honda                | 1      | Val       | 17   |
| Pavol Dekánek     | Honda                | 0      |           | 33   |

#### Niet gekwalificeerd
| Coureur           | Merk   |
| ----------------- | ------ |
| Steve Manley      | Suzuki |
| Josef Doppler     | Honda  |
| Vincenzo Cascino  | Honda  |
| Michael Kaplan    | Honda  |
| Larry Vacondio    | Suzuki |
| Niggi Schmassmann | Honda  |
| Franz Schopf      | Suzuki |

#### Niet deelgenomen
| Coureur          | Merk               | Oorzaak  |
| ---------------- | ------------------ | -------- |
| Kevin Schwantz   | Pepsi-Suzuki       | Blessure |
| Tadahiko Taira   | Tech 21-Yamaha     | Gezin    |
| Gustav Reiner    | Hein Gericke-Honda | Blessure |
| Massimo Broccoli | Cagiva             |          |

### Top tien tussenstand 500cc-klasse
| Pos | Coureur             | Merk                        | Ptn |
| --- | ------------------- | --------------------------- | --- |
| 1   | Eddie Lawson        | Agostini-Marlboro-Yamaha    | 165 |
| 2   | Wayne Gardner       | Rothmans-HRC-Honda          | 145 |
| 3   | Wayne Rainey        | Roberts-Lucky Strike-Yamaha | 132 |
| 4   | Kevin Magee         | Roberts-Lucky Strike-Yamaha | 100 |
| 5   | Christian Sarron    | Gauloises-Sonauto-Yamaha    | 91  |
| 6   | Didier de Radiguès  | Agostini-Marlboro-Yamaha    | 86  |
| 7   | Kevin Schwantz      | Pepsi-Suzuki                | 85  |
| 8   | Niall Mackenzie     | Gallina-HB-HRC-Honda        | 76  |
| 9   | Pierfrancesco Chili | Gallina-HB-HRC-Honda        | 65  |
| 10  | Rob McElnea         | Pepsi-Suzuki                | 58  |

## 250cc-klasse

### De training
Hoewel Sito Pons aan de leiding ging van het wereldkampioenschap in de 250cc-klasse, pakte hij in Rijeka pas zijn eerste poleposition. Juan Garriga, Jacques Cornu, Dominique Sarron, Reinhold Roth en Carlos Lavado stonden echter allemaal binnen één seconde, zodat er een spannende race verwacht werd. 

#### Trainingstijden
| Pos | Coureur              | Merk                     | Tijd     |
| --- | -------------------- | ------------------------ | -------- |
| 1.  | Sito Pons            | Campsa-HRC-Honda         | 1"32'041 |
| 2.  | Juan Garriga         | Nieto-Ducados-Yamaha     | 1"32'449 |
| 3.  | Jacques Cornu        | Parisienne-HRC-Honda     | 1"32'561 |
| 4.  | Dominique Sarron     | Rothmans-HRC-Honda       | 1"32'614 |
| 5.  | Reinhold Roth        | HB-HRC-Honda             | 1"32'889 |
| 6.  | Carlos Lavado        | HB-Venemotos-Yamaha      | 1"32'894 |
| 7.  | Luca Cadalora        | Agostini-Marlboro-Yamaha | 1"33'160 |
| 8.  | Jean-Philippe Ruggia | Gauloises-Sonauto-Yamaha | 1"33'394 |
| 9.  | Manfred Herweh       | Levior-Yamaha            | 1"33'646 |
| 10. | Toni Mang            | Rothmans-HRC-Honda       | 1"33'760 |

### De race
Vlak na de start van de 250cc-race in Rijeka werd Toni Mang aangetikt door Donnie McLeod, waardoor beiden ten val kwamen. McLeod bleef ongedeerd, maar Mang brak een sleutelbeen. Intussen nam Sito Pons de leiding, gevolgd door Dominique Sarron en Juan Garriga. In de vierde ronde nam Garriga de tweede plaats over en hij ging er samen met Pons vandoor. Reinhold Roth, Jacques Cornu en Luca Cadalora vochten achter Sarron om de vierde plaats. Garriga was duidelijk sneller in het bochtige deel van het circuit, maar werd steeds op snelheid geklopt door Pons. Na een bijna-val besloot Garriga genoegen te nemen met de tweede plaats. Daarvoor moest hij echter wel een aanval van Sarron afslaan. Sarron nam de tweede plaats even in, maar in de laatste bocht remde Garriga hem uit. Dat deed hij op een moment dat er een achterblijver ingehaald werd, waardoor Sarron even werd opgehouden. Om de vierde plaats werd net zo hard gevochten door Roth en Cadalora, terwijl Cornu door versleten banden moest afhaken en zesde werd. 

#### Uitslag 250cc-klasse
| Pos | Coureur             | Merk                     | Tijd     | Grid | Punten |
| --- | ------------------- | ------------------------ | -------- | ---- | ------ |
| 1   | Sito Pons           | Campsa-HRC-Honda         | 40"21'39 | 1    | 20     |
| 2   | Juan Garriga        | Nieto-Ducados-Yamaha     | +5'00    | 2    | 17     |
| 3   | Dominique Sarron    | Rothmans-HRC-Honda       | +6'06    | 4    | 15     |
| 4   | Reinhold Roth       | HB-HRC-Honda             | +24'20   | 5    | 13     |
| 5   | Luca Cadalora       | Agostini-Marlboro-Yamaha | +24'38   | 7    | 11     |
| 6   | Jacques Cornu       | Parisienne-HRC-Honda     | +30'24   | 3    | 10     |
| 7   | Loris Reggiani      | Aprilia-Rotax            | +1"01'06 | 11   | 9      |
| 8   | Carlos Cardús       | Nieto-Ducados-HRC-Honda  | +1"11'56 | 12   | 8      |
| 9   | Harald Eckl         | Römer-Aprilia-Rotax      | +1"14'83 | 13   | 7      |
| 10  | Maurizio Vitali     | Gazzaniga-Rotax          | +1"23'05 | 19   | 6      |
| 11  | Stefano Caracchi    | Honda                    | +1"23'22 | 21   | 5      |
| 12  | Urs Jucker          | Yamaha                   | +1 ronde | 22   | 4      |
| 13  | Jean-François Baldé | Defi-Rotax               | +1 ronde | 17   | 3      |
| 14  | August Auinger      | Aprilia-Rotax            | +1 ronde | 31   | 2      |
| 15  | Bruno Casanova      | FMI-Aprilia-Rotax        | +1 ronde | 15   | 1      |
| 16  | Guy Bertin          | Yamaha                   | +1 ronde | 30   |        |
| 17  | Andreas Preining    | Aprilia-Rotax            | +1 ronde | 26   |        |
| 18  | Massimo Matteoni    | Yamaha                   | +1 ronde | 27   |        |
| 19  | Bruno Bonhuil       | Honda                    | +1 ronde | 36   |        |
| 20  | Urs Luzi            | Honda                    | +1 ronde | 28   |        |
| 21  | René Delaby         | Yamaha                   | +1 ronde | 33   |        |
| 22  | Jochen Schmid       | Honda                    | +1 ronde | 29   |        |
| 23  | Hans Lindner        | Honda                    | +1 ronde | 34   |        |
| 24  | Bernard Schick      | Honda                    |          | 35   |        |

#### Niet gefinished
| Coureur              | Merk                     | Oorzaak | Grid |
| -------------------- | ------------------------ | ------- | ---- |
| Gary Cowan           | Yamaha                   |         | 23   |
| Jean-Michel Mattioli | Docshop-Yamaha           |         | 16   |
| Hans Becker          | Yamaha                   |         | 18   |
| Masahiro Shimizu     | Terra-HRC-Honda          | Motor   | 14   |
| Helmut Bradl         | Honda                    |         | 24   |
| Manfred Herweh       | Levior-Yamaha            | Val     | 9    |
| Jean-Philippe Ruggia | Gauloises-Sonauto-Yamaha | Val     | 8    |
| Javier Cardelús      | Aprilia-Rotax            |         | 23   |
| Paolo Casoli         | Pileri-AGV-Garelli       |         | 32   |
| Donnie McLeod        | 7Up-EMC-Rotax            | Val     | 20   |
| Christian Boudinot   | Fior-Rotax               |         | 37   |
| Toni Mang            | Rothmans-HRC-Honda       | Val     | 10   |

#### Niet gestart
| Coureur       | Merk                | Grid | Oorzaak  |
| ------------- | ------------------- | ---- | -------- |
| Carlos Lavado | HB-Venemotos-Yamaha | 6    | Blessure |

#### Niet gekwalificeerd
| Coureur             | Merk          |
| ------------------- | ------------- |
| Jean-Francois Foray | Yamaha        |
| Ivan Troisi         | Yamaha        |
| Nedy Crotta         | Aprilia-Rotax |
| Alain Bronec        | Honda         |
| Martin Sraj         | Honda         |
| Zdravko Leljak      | Honda         |
| Stefan Klabacher    | Aprilia-Rotax |
| Thierry Rapicault   | Fior-Rotax    |
| Hervé Duffard       | Honda         |
| D. Srdoc            | Honda         |

#### Niet deelgenomen
| Coureur          | Merk                        | Oorzaak  |
| ---------------- | --------------------------- | -------- |
| John Kocinski    | Roberts-Lucky Strike-Yamaha |          |
| Jim Filice       | HRC-Honda                   |          |
| Martin Wimmer    | Fath-Hein Gericke-Yamaha    | Blessure |
| Iván Palazzese   | Yamaha                      | Blessure |
| Alberto Puig     | Honda                       |          |
| Wilco Zeelenberg | Docshop-Yamaha              |          |
| Kevin Mitchell   | Yamaha                      |          |

### Top tien tussenstand 250cc-klasse
| Pos | Coureur              | Merk                     | Ptn |
| --- | -------------------- | ------------------------ | --- |
| 1   | Sito Pons            | Campsa-HRC-Honda         | 149 |
| 2   | Juan Garriga         | Nieto-Ducados-Yamaha     | 145 |
| 3   | Jacques Cornu        | Parisienne-HRC-Honda     | 122 |
| 4   | Reinhold Roth        | HB-HRC-Honda             | 100 |
| 5   | Luca Cadalora        | Agostini-Marlboro-Yamaha | 91  |
| 6   | Toni Mang            | Rothmans-HRC-Honda       | 87  |
| 7   | Dominique Sarron     | Rothmans-HRC-Honda       | 83  |
| 8   | Jean-Philippe Ruggia | Gauloises-Sonauto-Yamaha | 63  |
| 9   | Masahiro Shimizu     | Terra-HRC-Honda          | 51  |
| 10  | Donnie McLeod        | 7Up-EMC-Rotax            | 36  |

## 125cc-klasse

### De training
Jorge Martínez reed als eerste en enige een tijd onder de 1 minuut 39 seconden. Hans Spaan pakte de tweede plaats voor Domenico Brigaglia. Garelli was de stuurproblemen nog steeds niet te boven, ondanks de montage van Honda RS 125-frames. Regerend wereldkampioen Fausto Gresini wist zich niet te kwalificeren en Luis Miguel Reyes moest vanaf de zeventiende plaats starten. 

#### Trainingstijden
| Pos | Coureur            | Merk                | Tijd     |
| --- | ------------------ | ------------------- | -------- |
| 1.  | Jorge Martínez     | Nieto-Ducados-Derbi | 1"38'820 |
| 2.  | Hans Spaan         | Samson-Sharp-Honda  | 1"39'230 |
| 3.  | Domenico Brigaglia | Gazzaniga-Rotax     | 1"39'349 |
| 4.  | Hubert Abold       | Honda               | 1"39'381 |
| 5.  | Gastone Grassetti  | Honda               | 1"39'488 |
| 6.  | Corrado Catalano   | Aprilia-Rotax       | 1"39'578 |
| 7.  | Kohji Takada       | Fukuda-Honda        | 1"39'590 |
| 8.  | Adi Stadler        | Honda               | 1"39'813 |
| 9.  | Ezio Gianola       | Honda               | 1"39'835 |
| 10. | Ian McConnachie    | Cagiva              | 1"40'024 |

### De race
Aanvankelijk bestond de kopgroep in de 125cc-klasse uit Jorge Martínez, Ezio Gianola, Hans Spaan, Julián Miralles en Stefan Prein, maar ze werd aangevuld door Ian McConnachie en Gastone Grassetti. Gastone Grassetti passeerde Spaan om teamgenoot Gianola te helpen, maar maakte een stuurfout waarvan ook Spaan het slachtoffer werd. Hij kwam ten val maar kon de race nog als veertiende afsluiten. Martínez en Gianola finishten vlak achter elkaar en de Belg Lucio Pietroniro werd verrassend derde, vlak vóór Domenico Brigaglia, Stefan Prein en Kohji Takada. Hans Spaan was verrast omdat hij ondanks zijn veertiende plaats nog iets uitgelopen was op zijn concurrenten, want Miralles was door een gebroken krukas niet gefinisht en Grassetti was gevallen. Martínez had de race overigens gereden met een gekneusde knie en een aantal ontvellingen, opgelopen bij een val in de training van de 80cc-klasse.

#### Uitslag 125cc-klasse
| Pos | Coureur              | Merk                | Tijd      | Grid | Punten |
| --- | -------------------- | ------------------- | --------- | ---- | ------ |
| 1   | Jorge Martínez       | Nieto-Ducados-Derbi | 37"01'640 | 1    | 20     |
| 2   | Ezio Gianola         | Honda               | +0'900    | 9    | 17     |
| 3   | Lucio Pietroniro     | Honda               | +5'480    | 13   | 15     |
| 4   | Domenico Brigaglia   | Gazzaniga-Rotax     | +5'620    | 3    | 13     |
| 5   | Stefan Prein         | Honda               | +5'990    | 11   | 11     |
| 6   | Kohji Takada         | Fukuda-Honda        | +6'120    | 7    | 10     |
| 7   | Adi Stadler          | Honda               | +15'110   | 8    | 9      |
| 8   | Luis Miguel Reyes    | Pileri-AGV-Garelli  | +24'640   | 17   | 8      |
| 9   | Allan Scott          | Honda               | +25'460   | 18   | 7      |
| 10  | Heinz Lüthi          | Honda               | +25'980   | 36   | 6      |
| 11  | Krzysztof Galatowicz | Honda               | +27'080   | 14   | 5      |
| 12  | Josef Fischer        | Noki-Rotax          | +28'240   | 16   | 4      |
| 13  | Hisashi Unemoto      | Fukuda-Honda        | +28'690   | 21   | 3      |
| 14  | Hans Spaan           | Samson-Sharp-Honda  | +28'830   | 2    | 2      |
| 15  | Robin Milton         | Honda               | +30'200   | 30   | 1      |
| 16  | Johnny Wickström     | Honda               | +38'420   | 20   |        |
| 17  | Claudio Macciotta    | Honda               | +43'120   | 23   |        |
| 18  | Robin Appleyard      | Honda               | +43'260   | 24   |        |
| 19  | Thierry Feuz         | Ferac-Rotax         | +43'680   | 22   |        |
| 20  | Jörg Seel            | Seel                | +1 ronde  | 25   |        |
| 21  | Bady Hassaine        | Honda               | +2 ronden | 33   |        |

#### Niet gefinished
| Coureur            | Merk                | Oorzaak   | Grid |
| ------------------ | ------------------- | --------- | ---- |
| Emilio Cuppini     | Honda               |           | 29   |
| Pier Paolo Bianchi | Cagiva              |           | 35   |
| Gastone Grassetti  | Honda               | Val       | 5    |
| Jean-Claude Selini | Honda               |           | 34   |
| Ian McConnachie    | Cagiva              | Vastloper | 10   |
| Corrado Catalano   | Aprilia-Rotax       | Voorvork  | 6    |
| Julián Miralles    | Nieto-Ducados-Honda | Krukas    | 27   |
| Hubert Abold       | Honda               | Val       | 4    |
| Mike Leitner       | LCR-Rotax           |           | 12   |
| Juan Ramon Bolart  | JJ Cobas-Rotax      |           | 26   |
| Alfred Waibel      | Honda               |           | 31   |
| Gerhard Waibel     | Waibel-Honda        | Val       | 19   |
| Esa Kytölä         | Honda               | Val       | 32   |
| Serge Julin        | Rotax               |           | 15   |
| Manuel Herreros    | Nieto-Ducados-Derbi |           | 28   |

#### Niet gekwalificeerd
| Coureur           | Merk               |
| ----------------- | ------------------ |
| Jussi Hautaniemi  | Honda              |
| Paolo Scappini    | Faccioli           |
| Stefan Dörflinger | Marlboro-Honda     |
| Manuel Hernández  | Honda              |
| Francisco Debon   | Arbizu-Casal       |
| Fernando Gonzales | JJ Cobas-Rotax     |
| Zdravko Matulja   | Casal              |
| Fausto Gresini    | Pileri-AGV-Garelli |
| Janez Pintar      | Honda              |
| Karl Dauer        | Honda              |
| Marco Cipriani    | Honda              |
| Stefano Bianchi   | Cordati            |

#### Niet deelgenomen
| Coureur        | Merk                | Oorzaak      |
| -------------- | ------------------- | ------------ |
| Àlex Crivillé  | Nieto-Ducados-Derbi | Geen machine |
| Paul Bordes    | Honda               |              |
| Jos van Dongen | Honda               |              |

### Top tien tussenstand 125cc-klasse
| Pos | Coureur            | Merk                | Ptn |
| --- | ------------------ | ------------------- | --- |
| 1   | Jorge Martínez     | Nieto-Ducados-Derbi | 120 |
| 2   | Ezio Gianola       | Honda               | 103 |
| 3   | Hans Spaan         | Samson-Sharp-Honda  | 72  |
| 4   | Julián Miralles    | Nieto-Ducados-Honda | 54  |
| 5   | Gastone Grassetti  | Honda               | 51  |
| 6   | Stefan Prein       | Honda               | 44  |
| 7   | Adi Stadler        | Honda               | 42  |
| 8   | Gerhard Waibel     | Honda               | 41  |
| 9   | Domenico Brigaglia | Gazzaniga-Rotax     | 39  |
| 10  | Hisashi Unemoto    | Fukuda-Honda        | 36  |

## 80cc-klasse
Jorge Martínez zette weliswaar de snelste trainingtijd, maar hij werd door een plotselinge rukwind van zijn motor geblazen waardoor hij een aantal ontvellingen en een pijnlijke knie opliep. Zijn eigen sportarts wist hem op te lappen zodat hij toch zowel in de 80cc-race als de 125cc-race kon starten. Bert Smit was erg tevreden met zijn vierde startplaats, temeer omdat hij nog nooit in Rijeka gereden had. 

### De training

#### Trainingstijden
| Pos | Coureur            | Merk                 | Tijd     |
| --- | ------------------ | -------------------- | -------- |
| 1.  | Jorge Martínez     | Nieto-Ducados-Derbi  | 1"42'839 |
| 2.  | Stefan Dörflinger  | Marlboro-LCR-Krauser | 1"43'619 |
| 3.  | Peter Öttl         | Pichler-Krauser      | 1"43'935 |
| 4.  | Bert Smit          | Krauser              | 1"44'594 |
| 5.  | Giuseppe Ascareggi | BBFT                 | 1"44'713 |
| 6.  | Bogdan Nikolov     | Krauser              | 1"45'022 |
| 7.  | Jörg Seel          | Seel                 | 1"45'126 |
| 8.  | Günter Schirnhofer | Krauser              | 1"45'138 |
| 9.  | János Szabó        | Krauser              | 1"45'272 |
| 10. | Jos van Dongen     | Rekro-Casal          | 1"45'274 |

### De race
Peter Öttl nam meteen de leiding in de race, gevolgd door Jorge Martínez. Voor Martínez waren de belangen groot: hij kon hier zijn wereldtitel veilig stellen maar was ook bont en blauw door zijn val in de training. Toch wisten Öttl en Martínez weg te lopen van Àlex Crivillé, die op zijn beurt weer werd gevolgd door Jörg Seel, Bogdan Nikolov en Bert Smit. In de voorlaatste ronde nam Martínez definitief de leiding en hij won voor Öttl, Seel en Nikolov. Smit kwam ten val waardoor Stefan Dörflinger zesde werd. Met nog slechts één race te gaan kon Martínez niet meer ingehaald worden en hij was wereldkampioen 80 cc. 

#### Uitslag 80cc-klasse
| Pos | Coureur            | Merk                 | Tijd     | Grid | Punten |
| --- | ------------------ | -------------------- | -------- | ---- | ------ |
| 1   | Jorge Martínez     | Nieto-Ducados-Derbi  | 29"32'75 | 1    | 20     |
| 2   | Peter Öttl         | Pichler-Krauser      | +2'17    | 3    | 17     |
| 3   | Àlex Crivillé      | Nieto-Ducados-Derbi  | +20'78   | 12   | 15     |
| 4   | Jörg Seel          | Seel                 | +21'94   | 7    | 13     |
| 5   | Bogdan Nikolov     | Krauser              | +22'14   | 6    | 11     |
| 6   | Stefan Dörflinger  | Marlboro-LCR-Krauser | +30'32   | 2    | 10     |
| 7   | Manuel Herreros    | Nieto-Ducados-Derbi  | +38'30   | 14   | 9      |
| 8   | Jos van Dongen     | Rekro-Casal          | +38'45   | 10   | 8      |
| 9   | Herri Torrontegui  | Autisa               | +47'32   | 16   | 7      |
| 10  | Károly Juhász      | Krauser              | +48'40   | 13   | 6      |
| 11  | Rainer Kunz        | Ziegler              | +48'56   | 11   | 5      |
| 12  | Adrie Nijenhuis    | Timmer-Samson-Casal  | +55'75   | 20   | 4      |
| 13  | Günter Schirnhofer | Krauser              | +57'59   | 8    | 3      |
| 14  | János Szabó        | Krauser              | +59'78   | 9    | 2      |
| 15  | Alojz Pavlič       | Seel                 | +1"05'60 | 18   | 1      |
| 16  | Gabriele Gnani     | Gnani                | +1"06'02 | 17   |        |
| 17  | Jaime Mariano      | JJ Cobas-Rotax       | +1"08'83 | 24   |        |
| 18  | Reiner Koster      | LCR-Casal            | +1"19'00 | 25   |        |
| 19  | Javier Arumi       | Krauser              | +1"29'64 | 21   |        |
| 20  | Stefan Brägger     | Casal                | +1"33'94 | 28   |        |
| 21  | Paolo Priori       | Krauser              | +1"35'61 | 30   |        |
| 22  | Hans Koopman       | Ziegler              | +1"50'90 | 23   |        |
| 23  | Jacques Bernard    | Fantic               | +1 ronde | 27   |        |
| 24  | René Dünki         | Krauser              | +1 ronde | 15   |        |
| 25  | Peter Tibori       | Casal                | +1 ronde | 33   |        |
| 26  | Serge Julin        | Casal                | +1 ronde | 19   |        |
| 27  | Thomas Engl        | GPE                  | +1 ronde | 29   |        |
| 28  | Primoz Sovic       | Eberhardt            | +1 ronde | 34   |        |
| 29  | Lione Robert       | SPR                  | +1 ronde | 32   |        |
| 30  | Brane Rokavec      | Seel                 | +1 ronde | 36   |        |
| 31  | Chris Baert        | Casal                | +1 ronde | 35   |        |

#### Niet gefinished
| Coureur            | Merk       | Oorzaak | Grid |
| ------------------ | ---------- | ------- | ---- |
| Bert Smit          | Krauser    | Val     | 4    |
| Giuseppe Ascareggi | BBFT       |         | 5    |
| Janez Pintar       | Eberhardt  |         | 22   |
| Hagen Klein        | Honda      |         | 31   |
| Otto Machinek      | OM-Spezial |         | 37   |

#### Niet gestart
| Coureur         | Merk  | Grid |
| --------------- | ----- | ---- |
| Zdravko Matulja | Casal | 26   |

#### Niet gekwalificeerd
| Coureur           | Merk   |
| ----------------- | ------ |
| Francesco Fantini | BBFT   |
| Juan Esteve       | Autisa |

#### Niet deelgenomen
| Coureur         | Merk    | Oorzaak      |
| --------------- | ------- | ------------ |
| Ian McConnachie | Autisa  | Geen machine |
| Hubert Abold    | Krauser |              |

### Top tien tussenstand 80cc-klasse
| Pos | Coureur                         | Merk                 | Ptn |
| --- | ------------------------------- | -------------------- | --- |
| 1   | Jorge Martínez (wereldkampioen) | Nieto-Ducados-Derbi  | 117 |
| 2   | Àlex Crivillé                   | Nieto-Ducados-Derbi  | 75  |
| 3   | Manuel Herreros                 | Nieto-Ducados-Derbi  | 69  |
| 4   | Peter Öttl                      | Pichler-Krauser      | 65  |
| 5   | Stefan Dörflinger               | Marlboro-LCR-Krauser | 60  |
| 6   | Jos van Dongen                  | Rekro-Casal          | 47  |
| 7   | Bogdan Nikolov                  | Krauser              | 45  |
| 8   | Károly Juhász                   | Krauser              | 41  |
| 9   | Giuseppe Ascareggi              | BBFT                 | 35  |
| 10  | Herri Torrontegui               | Autisa               | 28  |

## Trivia

### Einde carrière
Wat men op dit moment nog niet wist was dat de sleutelbeenbreuk van Toni Mang het einde van zijn carrière zou betekenen. De heling verliep langzaam en tegen het einde van het seizoen besloot Mang zijn beide fabrieks-Honda's ter beschikking te stellen aan Jochen Schmid en Helmut Bradl. Zelf maakte hij bekend te stoppen met racen. 

### "Alex Box"
Tijdens de 80cc-race negeerde Àlex Crivillé het pitbord met de tekst "Alex Box". Daarmee wilde het team hem dwingen om achter Manuel Herreros te gaan rijden. Kennelijk was de status van Herreros binnen het Nieto-team groot, want Crivillé moest een podiumplaats en ten minste zes punten laten schieten zodat Herreros één punt meer zou scoren. Zijn weigering kwam hem later op een straf te staan: Crivillé mocht niet in de Grand Prix van Tsjecho-Slowakije starten.

### Professional Riders Association
In Rijeka kwam het tot de oprichting van de Professional Riders Association (PRA), die de belangen van de coureurs moest gaan behartigen. Het bestuur bestond voorlopig uit Sito Pons, Jorge Martínez, Fausto Gresini, Toni Mang en Wayne Gardner. De coureurs waren niet tevreden over de behartiging van hun belangen door de FIM, de ROPA (organisatoren) en de IRTA (teams). 

### Helikoptervlucht
Na de 500cc-race vlogen Randy Mamola en Eddie Lawson met een helikopter van Cagiva naar Bologna, officieel om de blessure van Lawson daar te laten behandelen door Willy Dungl. Een aardig gebaar, maar Lawson werd door de gebroeders Castiglioni (Cagiva) ontvangen om over een contract voor het seizoen 1989 te spreken. Mamola en Lawson bezochten daarna - onderweg naar Frankrijk - ook nog de Ferrari-fabriek in Maranello en maakten bekend dat ze in november met een Mitsubishi samen zouden deelnemen aan een autorace in Macau.

### Manfred Herweh
Manfred Herweh maakte zich niet erg geliefd onder zijn collega's nadat hij in de training Carlos Lavado in zijn val had meegesleept en in de race hetzelfde deed met Jean-Philippe Ruggia. Lavado hield aan zijn val een beenbreuk en een voetbreuk over, maar de tweede val van Herweh schakelde hem zelf voorlopig ook uit. Zijn Yamaha was total loss en zijn portemonnee leeg, waardoor hij de Grand Prix van Frankrijk moest overslaan. 

### Race for Glory
Net als tijdens de Belgische Grand Prix werden er weer opnamen gemaakt voor de film Race for Glory. Donnie McLeod reed in de 500cc-race als stand-in voor de acteur Alex McArthur, de "good guy" in de film. Hij speelde de held van de film, Cody Gifford. Mike Baldwin was uit de Verenigde Staten overgevlogen om de rol van de "bad guy" Klaus Kroeter (Oliver Stritzel) te spelen. Ze namen beide gewoon deel aan de race, die (in de film) werd gewonnen door Kroeter (Baldwin) terwijl Gifford (McLeod) derde werd. Daar was wel wat knip- en plakwerk voor nodig, want in werkelijkheid werden ze allebei op een ronde gereden door Wayne Gardner.
1972 · 1973 · 1974 · 1975 · 1976 · 1977 · 1978 · 1979 · 1980 · 1981 · 1982 · 1983 · 1984 · 1985 · 1986 · 1987 · 1988 · 1989 · 1990